# Little Black River (Alaska)
Der Little Black River ist ein etwa 350 Kilometer langer Fluss im Interior des US-Bundesstaats Alaska. Der Flussname bedeutet im Deutschen „kleiner schwarzer Fluss“, ein Verweis auf den größeren weiter östlich fließenden Draanjik River, der vormals als Black River bekannt war.

## Verlauf
Der Little Black River entspringt etwa 30 Kilometer südöstlich von Circle knapp 3 Kilometer nördlich des Yukon River in einem Höhenrücken auf einer Höhe von etwa 670 m. Das Quellgebiet befindet sich im äußersten Nordwesten der Yukon-Charley Rivers National Preserve. Der Little Black River fließt die ersten 20 Kilometer nach Osten. Anschließend wendet er sich auf den folgenden 70 Kilometern in Richtung Nordnordost, bevor er nach Norden schwenkt. Auf seinen letzten 140 Kilometern fließt der Little Black River anfangs nach Nordwesten und schließlich nach Westen. Der Little Black River erreicht schließlich die Stelle, an welcher der Sucker River links abzweigt. Diese befindet sich knapp 25 km südsüdwestlich von Chalkyitsik. Unterhalb dieser Stelle heißt der Hauptfluss „Grass River“. Mit Ausnahme der oberen 115 Kilometer verläuft der Little Black River sowie seine Mündungsarme innerhalb des Yukon Flats National Wildlife Refuge. Der Little Black River weist einen stark mäandrierenden Flusslauf auf.

## Mündungsarme
Der Grass River bildet den nördlichen wasserreicheren Mündungsarm des Little Black River. Er hat eine Länge von 110 km. Der Grass River fließt in überwiegend westnordwestlicher Richtung und mündet schließlich auf den Seventeenmile Slough, ein linker, südlicher Nebenarm des Porcupine River.
Der Sucker River bildet den südlichen Mündungsarm des Little Black River. Bei geringer Wasserführung des Little Black River kann es sein, dass der Flussarm nur geringfügig mit Wasser versorgt wird und Abschnitte des Flussarms trockenfallen. Der Sucker River hat eine Länge von etwa 139 km. Er mündet 15,5 km ostnordöstlich von Fort Yukon direkt in den Porcupine River.